# Isséni
Isséni ist ein ephemeres Gewässer ähnlich einer Fiumara, auf Anjouan, einer Insel den Komoren in der Straße von Mosambik.

## Geographie
Der Fluss entspringt im Gebiet von Moujou und verläuft nach Nordosten. Er mündet bald in den Dzialandzé.